# FC Gute
FC Gute (Football Club Gute) är en fotbollsklubb i Visby som säsongen 2025 spelar i Division 2 Norra Svealand. FC Gute, innan 2007 känt som Visby IF Gute, bildades 1968 genom en sammanslagning mellan IF Gute och Wisby IF. Säsongen 1995 blev VIF Gutes stora år, med en fjärdeplats i divsion I, och folkfest på Gutavallen när IFK Göteborg kom på besök i Svenska cupen. De största stjärnor som fostrats i Gute är Peo Enström, med en karriär i IFK Göteborg och AIK, och 10-talets landslagsanfallare Alexander Gerndt. Likaså har Jon Rytterbro och Hjalmar Bertwig ett förflutet i Gute.
Idag, 2024, har man A-lag, U19-, U17- och U16-lag samt pojklag med spelare födda 2009-2017. Dessutom finns parafotbollslaget United (lag för spelare med funktionsvariationer).

## Spelare

### Spelartruppen
| Nr | Land    | Pos | Namn                  |
| -- | ------- | --- | --------------------- |
| 1  | Sverige | MV  | Antonio Tjernby-Tagel |
| 2  | Sverige | F   | Samuel Johansson      |
| 3  | Sverige | F   | Gabriel Eneqvist      |
| 4  | Sverige | F   | David Rasmusson       |
| 6  | Sverige | MF  | Albert Broström       |
| 7  | Sverige | MF  | Filip Hägglund        |
| 8  | Sverige | MF  | Philip Leal           |
| 9  | Sverige | A   | Anton Nygren          |
| 10 | Sverige | A   | Isak Ahl Holmström    |
| 11 | Sverige | MF  | Gustav Johansson      |
| 12 | Sverige | MF  | Karl Östberg          |
| 13 | Sverige | A   | Modou Lamin Touray    |

| Nr | Land    | Pos | Namn                     |
| -- | ------- | --- | ------------------------ |
| 14 | Sverige | MF  | Emil Drugge Stals        |
| 17 | Sverige | MF  | Andreas Lundell          |
| 18 | Sverige | A   | Ossian Ogestad           |
| 19 | Sverige | MF  | Joel Elofsson            |
| 20 | Sverige | F   | Tufve Pettersson Östlund |
| 21 | Sverige | MF  | Robin Alnäs              |
| 22 | Sverige | A   | Mohanad Mostafa          |
| 23 | Sverige | F   | Mattias Wihlborg         |
| 24 | Sverige | F   | Jesper Cyrus Stålheim    |
| 30 | Sverige | MV  | Felix Ernstson           |
| 89 | Sverige | F   | Sebastian Starkenberg    |

## Historia
För historia innan sammanslagningen, se IF Gute respektive Wisby IF.

### Visby IF Gutes FK
Föreningen bildades som en fotbollssektionen inom Visby IF Gute 1967 eller 1968 (det senare enligt klubben själv, dock deltog man i seriespel 1967). VIF Gute avancerade från division 5 premiäråret 1967, spelade i division 3 1970-1971 men föll sedan tillbaka i seriesystemet. I slutet av 1980-talet inleddes ånyo en klättring i seriesystemet och säsongerna 1989-1990 spelade man ånyo i den tredje högsta serien, nu bednämnd division 2. Laget kom tillbaka till division 2 1992 och vann VIF Gute div. II Östra Svealand och avancerade till division 1.
Division 1 var vid denna tid serien under Allsvenskan och indelad i en norr- och en söderserie. Första säsongen i ettan, 1994, slutade klubben på elfte plats i norrserien och höll sig kvar efter kvalsegrar mot Gällivare SK och IF Sylvia. Säsongen 1995 slutade laget på fjärde plats men 1996 kom en ny elfteplats och laget åkte ur efter kvalförlust mot Enköpings SK.
Efter degraderingen spelade VIF Gute i tredjedivisionen (-2005 division 2, därefter benämnd division 1) till säsongen 2005. Efter serieomläggningen 2006 utgjorde division 2 den fjärde högsta serien, där de sista i den gula tröjan tillbringades 2006-2007.

### FC Gute
Första säsongen i seriespel under det genuint gotländska namnet "Football Club Gute" tog laget vid i division 2 Östra Svealand där man slutade på åttonde plats. Laget har, VIF Gute inräknat, till och med säsongen 2024 spelat 19 säsonger i rad i fjärde högsta serien (VIF Gute 2 säs. + FC Gute 17 säs.). Säsongerna 2016-2018 tillhörde Gute topplagen i Norra Svealandsserien.